# Tower Arch
Tower Arch est une arche naturelle du comté de Grand, dans l'Utah, aux États-Unis. Elle est protégée au sein du parc national des Arches. À sa base se trouve la Ringhoffer Inscription, une inscription lapidaire laissée par Alex Ringhoffer et sa famille en 1922-1923 et qui est inscrite au Registre national des lieux historiques depuis le 6 octobre 1988.